# Vorarlberger Landes-Zeitung
Die Vorarlberger Landes-Zeitung war das Amtsblatt Vorarlbergs und mit einem zusätzlichen nicht-amtlichen Teil auch eine österreichische Tageszeitung, die zwischen 1863 und 1938 in Bregenz erschien. Von der Ausrichtung war sie anfangs ein liberales, ab 1870 ein konservatives, dann ein christlich-soziales und zuletzt ein vaterländisches Blatt. Ihr Vorgänger war das Bregenzer Wochenblatt.
Im Jahr 1863 wurde dem Verleger und Besitzer des Bregenzer Wochenblatts, Anton Flatz, von der Regierung die Konzession zur Herausgabe eines Amtsblattes erteilt. Das Bregenzer Wochenblatt stellte daraufhin am 4. August sein Erscheinen ein und am 11. August kam erstmals die Vorarlberger Landes-Zeitung heraus. In deren nicht-amtlichen Teil vertrat sie politisch jeweils die Meinung der gerade eingesetzten Landesregierung. So wurde sie ab 1934 zum Sprachrohr der Vaterländischen Front und besonders der Heimwehr Ernst Rüdiger Starhembergs. Die Anpassung der Ausrichtung an die Meinung der herrschenden Parteien war ihrem Vertrag mit der Landesregierung geschuldet, der ihr einen halbamtlichen Charakter gab und eine jährliche Subvention von Seiten der Regierung vorsah. Seit der Gründung war die Zeitung in ein Hauptblatt mit dem amtlichen und dem nicht-amtlichen Teil sowie in ein Anzeigeblatt mit amtlichen und privaten Anzeigen geteilt. Viele der Artikel wurden aus anderen Zeitungen übernommen, vor allem aus Wiener, Tiroler, aber auch aus ausländischen Blättern. Ab dem 1. Jänner 1937 entfielen die amtlichen Teile, ab diesem Datum gab die Vorarlberger Landesregierung ein eigenes Amtsblatt heraus.